# Macaduma corvina
Macaduma corvina là một loài bướm đêm thuộc phân họ Arctiinae, họ Erebidae.